# 红色天鹅绒蛋糕
天鵝絨蛋糕（英語：Red velvet cake）或稱紅絲絨蛋糕，為一種深紅色或咖啡色的巧克力蛋糕，在美國南部最普遍。它通常用在聖誕節或情人節，材料包括麵粉、奶油、食糖、酪漿、可可粉（或奶油芝士）、糖霜、甜菜根和食用紅色色素。

## 歷史

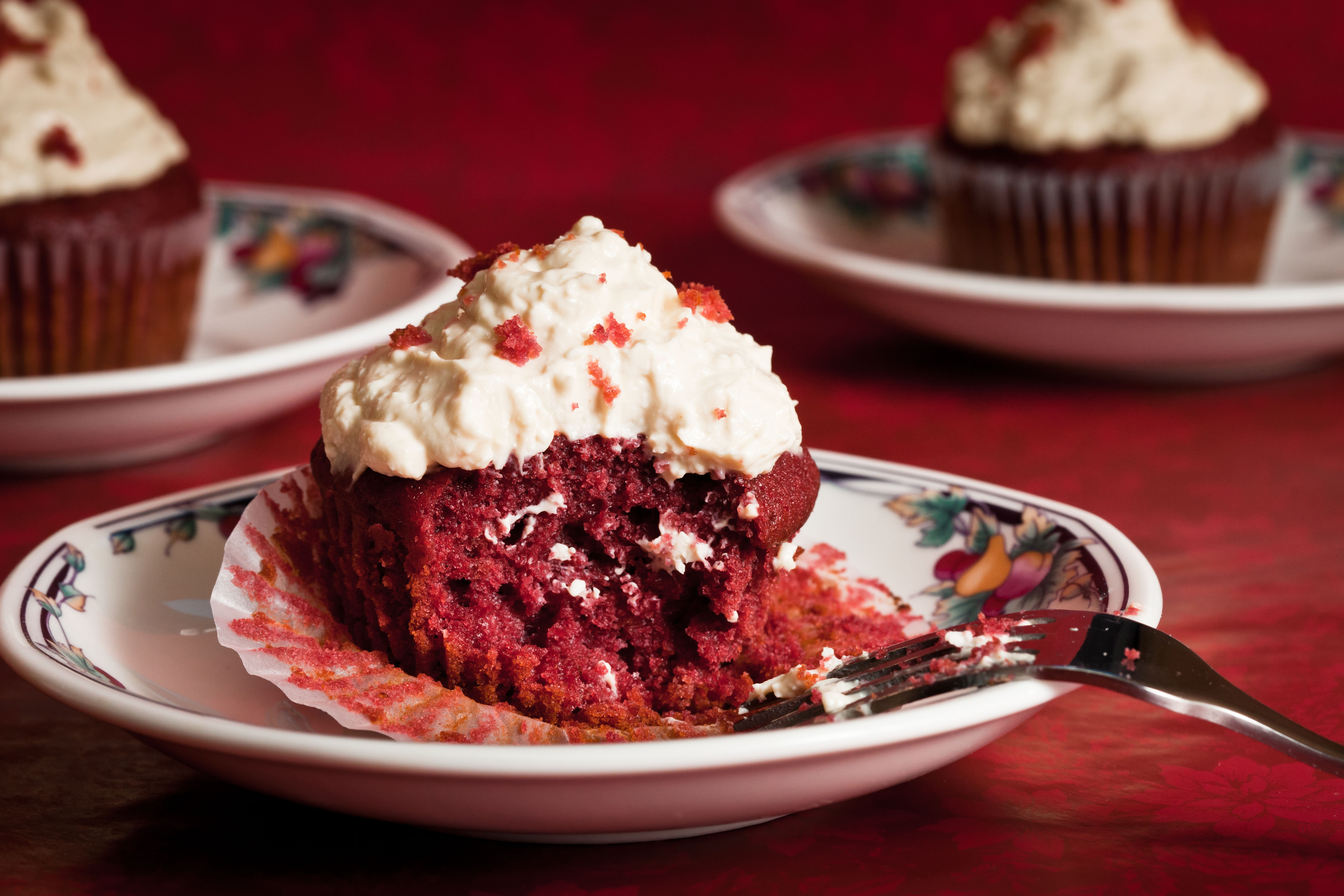
紅色天鵝絨紙杯蛋糕

1972年詹姆士·比爾德的參考文獻美式烹飪，描述了三種红色天鵝絨蛋糕，其中起酥油、奶油和植物油的量不同。全部使用紅色食物，但酸性醋和酪漿的反應顯示了可可粉中的紅色花青素，並保持了蛋糕的潤澤、明亮和蓬鬆。其天然色調可能是名稱由來，和惡魔蛋糕類似；現在的巧克力會以荷蘭的技術防止花青素色變。
當第二次世界大战期間食物配給制時，麵包師使用煮熟的甜菜汁來增加其蛋糕的顏色。甜菜頭被發現在一些紅色天鵝絨蛋糕食譜，在那裡也用於保持水分。一家德克萨斯州的Adams Extract公司，被譽為在大萧条時期將紅色天鵝絨蛋糕帶到美國各地的年代。通過出售紅色食品著色劑成為第一個銷售紅色食品的公司並使用銷售點海報和撕下食譜卡。這個蛋糕及其原始食譜從美國紐約華爾道夫酒店聞名，這被稱為華爾道夫─阿斯托里亞蛋糕。然而，它被廣泛認為是個南美菜；傳統上，紅色天鵝絨蛋糕用法式奶油炒麵糊（也叫做冰雹），這非常輕鬆但準備耗時，奶油芝士和奶油糖霜是人氣增加的主因。
在加拿大，蛋糕是1940至1950年代在伊頓公司餐廳和麵包店的知名甜點。作為伊頓獨家推廣，知道食譜的員工宣誓就要沉默，許多人誤認為蛋糕是百貨公司伊頓華發明的。
近年來，紅色天鵝絨蛋糕和紅絲絨紙杯蛋糕在美國和歐洲許多國家越來越受歡迎。這種蛋糕的普及，一些歸功於1989年的“鋼木蘭”，其中包括以犰狳形式製成的紅色天鵝絨新郎蛋糕，自1996年木蘭麵包店在曼哈頓開業以來，像南美菜的餐廳，如谭恩美1998年於哈莱姆区開業也是如此；2000年，掠奪蛋糕人在布鲁克林区開了第一個專門用於蛋糕的麵包店。